# Cheiropachus quadrum
Cheiropachus quadrum är en stekelart som först beskrevs av Fabricius 1787.  Cheiropachus quadrum ingår i släktet Cheiropachus, och familjen puppglanssteklar. Arten är reproducerande i Sverige. Inga underarter finns listade.

## Bildgalleri

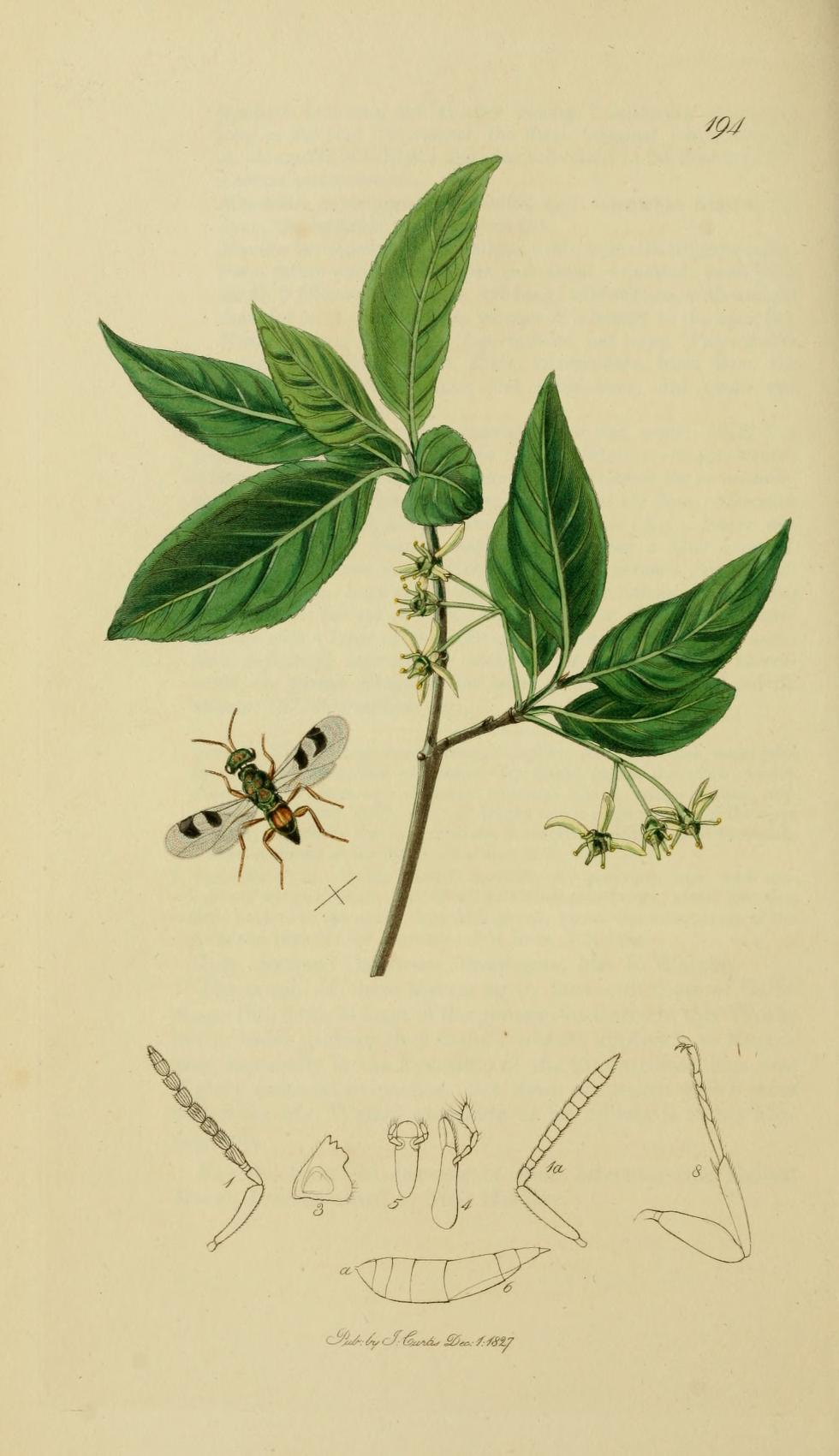